# Павловский сельсовет (Нижнеингашский район)
Павловский сельсовет — сельское поселение в Нижнеингашском районе Красноярского края.
Административный центр — деревня Павловка.

## История
Статус и границы сельского поселения установлены Законом Красноярского края от 3 декабря 2004 года № 12-2637 «Об установлении границ и наделении соответствующим статусом муниципального образования Нижнеингашский район и находящихся в его границах иных муниципальных образований»

## Население
| 2010 | 2012 | 2013 | 2014 | 2015 | 2016 | 2017 |
| ---- | ---- | ---- | ---- | ---- | ---- | ---- |
| 491  | ↘449 | ↘445 | ↗462 | ↘452 | ↗453 | ↘425 |

## Состав сельского поселения
В состав сельского поселения входят 7 населённых пунктов:
| № | Населённый пункт | Тип населённого пункта          | Население |
| - | ---------------- | ------------------------------- | --------- |
| 1 | Верх-Тугуша      | посёлок                         | 0         |
| 2 | Егоровка         | деревня                         | 0         |
| 3 | Климентьевка     | деревня                         | 112       |
| 4 | Локатуй          | деревня                         | 2         |
| 5 | Павловка         | деревня, административный центр | 368       |
| 6 | Пермяково        | деревня                         | 6         |
| 7 | Тугуша           | деревня                         | 2         |

В 2021 году была упразднена деревня Новый Локатуй.

## Местное самоуправление
Павловский сельский Совет депутатов
Дата избрания: 14.03.2010. Срок полномочий: 5 лет. Количество депутатов: 7
Глава муниципального образования
- Климов Виктор Иванович. Дата избрания: 14.03.2010. Срок полномочий: 5 лет